# Pambolus topali
Pambolus topali är en stekelart som beskrevs av Papp 1996. Pambolus topali ingår i släktet Pambolus och familjen bracksteklar. Inga underarter finns listade i Catalogue of Life.